# Maison au 3, place de la Grande-Boucherie à Strasbourg
La maison au 3, place de la Grande-Boucherie est un monument historique situé à Strasbourg, dans le département français du Bas-Rhin.

## Localisation
Ce bâtiment est situé au 3, place de la Grande-Boucherie à Strasbourg.

## Historique
L'édifice fait l'objet d'une inscription au titre des monuments historiques depuis 1929.